# Чемпионат Европы по фигурному катанию 1900
Чемпионат Европы по фигурному катанию 1900 года проходил в Берлине (Германия) 21 января 1900 года. Соревновались только мужчины по программе обязательных упражнений. Победу третий раз подряд одержал швед Ульрих Сальхов.
| Место | Имя            | Страна   | Баллы |
| ----- | -------------- | -------- | ----- |
| 1     | Ульрих Сальхов | Швеция   |       |
| 2     | Густав Хюгель  | Австрия  |       |
| 3     | Оскар Холте    | Норвегия |       |
| 4     | Йохан Лефстад  | Норвегия |       |
| 5     | Франц Цилли    | Германия |       |

Судьи:
- Dr. I. von Forssling  Швеция
- J. Olbeter  Швейцария
- A. Schiess  Германия
- H. Ehrentraut  Германия
- Dr. Kurt Dannenberg  Германия